# Wojciech Spychalski
Wojciech Spychalski (ur. 13 maja 1955) – polski lekkoatleta, trójskoczek, medalista halowych mistrzostw Polski, reprezentant Polski.

## Kariera sportowa
Był zawodnikiem Budowlanych Szczecin i Olimpii Poznań.
W 1978 został brązowym medalistą halowych mistrzostw Polski seniorów w trójskoku. Na mistrzostwach Polski seniorów na otwartym stadionie najbliżej podium był w 1979 i 1982 (piąty w trójskoku). 
Reprezentował Polskę na halowych mistrzostwach Europy w 1975, zajmując w trójskoku 10. miejsce, z wynikiem 15,69. Reprezentował Polskę w jednym meczu międzypaństwowym (5. lokata w trójskoku w meczu Bałkany – Polska – Afryka w 1980).
Rekord życiowy w trójskoku: 16,32 (6.07.1980).